# Neutronica
Neutronica è il quindicesimo album in studio del cantautore scozzese Donovan, pubblicato nel 1980.

## Tracce
Side 1
1. Shipwreck – 3:30
2. Only to Be Expected – 3:27
3. Comin' to You – 3:30
4. No Hunger – 2:44
5. Neutron – 2:05
6. Mee Mee I Love You – 2:45

Side 2
1. The Heights of Alma – 3:45
2. No Man's Land – 5:23
3. We Are One – 3:52
4. Madrigalinda – 2:47
5. Harmony – 2:16